# Бычков, Александр Геннадьевич
Александр Бычков (1953 год — 14 марта 2008 года, Кологривский лес, Костромская область, Россия) — российский браконьер, вор и поджигатель, живший более 15 лет отшельником в Кологривском лесу (Костромская область). Был убит в перестрелке с милицией, которая пришла его арестовать.

## Биография
Мало что известно о прошлом Александра Бычкова. В 1991 году он сильно поругался со своими домочадцами. Он был разведён, имел двоих детей и должен был платить алименты. Именно в этот момент он навсегда ушёл из своего дома. Бычков построил себе избу в 111-м квартале Кологривского лесничества, там же разбил огород. Питался мясом убитых животных, а шкурки продавал местным егерям. Спички, листовое железо для крыши избушки и одежду он выменивал у жителей и охотников окрестных деревень. В 1997 году суд признал его умершим.
За Бычковым закрепилось прозвище «Леший». Он сам изготавливал капканы, силки и другие ловушки для ловли диких зверей, к примеру, кулёмки — деревянные ловушки для отлова пушного зверя, в основном куницы, а также мелкие петли для боровой дичи. Об образе жизни Бычкова имеются противоречивые данные. По одним, на него было множество жалоб от местных жителей, так как Бычков занимался браконьерством и воровством. В то же время некоторые костромские правозащитники утверждают, что всё это ложь и что никто не жаловался на него, уважая его образ жизни.
За 18 лет Бычков стал в городе полулегендарной фигурой — люди боялись и уважали его, пугали им своих детей и не пускали их одних идти в школу. «Леший» иногда воровал картошку в местных огородах. Когда в конце 90-х годов городские люди стали массово закупать деревенские дома, Бычков стал эти дома сжигать. Было известно около 30 подобных случаев. На Бычкова стали массово поступать жалобы, но местная милиция бездействовала. Юридически лес не являлся жилым сектором, и милиция имела право игнорировать ситуацию. Кроме того, милиционеры боялись Бычкова — за много лет тот окреп, великолепно ориентировался во всём лесу и ходил с заряженной винтовкой.
В 2007 году лес получил статус заповедника и жить людям на данной территории стало запрещено. Это не устраивало Бычкова, и он передал сотрудникам заповедника, что если увидит кого-то на своей территории, то убьёт всех. Бычковым всерьёз занялись правоохранительные органы. Несколько месяцев лесники изучали его образ жизни, а в марте 2008 года к убежищу Бычкова было направлено 16 человек — лесники, милиционеры и ОМОН. Их целью было задержание Бычкова и его выдворение с территории заповедника. Шёл сильный снег, и группа захвата передвигалась на снегоходах и лыжах. Бычков заметил их и спрятался. На предложения решить всё мирно он ответил стрельбой. Александр легко ранил несколько человек, после чего поджёг свой дом. В клубах чёрного дыма он хотел скрыться, но один из бойцов заметил его и выстрелил ему в голову. Бычков умер на месте.
Однако, по другим данным, Леший не был вооружен: у него были лишь капканы.

## Полемика
Фонд «Общественный вердикт» и рязанское общество «Мемориал» направили группу исследователей в Костромскую область для выяснения обстоятельств гибели Александра Бычкова. Члены группы побеседовали с жителями городов Мантурово, Кологрив, деревень Суховерхово, Починок, Федорково и посёлка Аверьяновка. Члены группы утверждали, что местные жители совсем не боялись Бычкова, отмечали его доброжелательность, общительность и открытость, а некоторые даже возмущались внесудебной расправой. По словам одного из жительниц, Ольги Хлебниковой:
Хороший он был мужик, добрый, безобидный, зла в жизни никому не сделал. За что его убили? Приносил к нам в деревню грибы, ягоды, корзины, которые сам плел. У нас брал молоко, мы ему старую одежу отдавали, сапоги, телогрейки, штаны. Придет – покормим горяченьким, чайку попьем, поговорим...
Сам же Бычков якобы жаловался знакомым, что работники заповедника ему угрожают. Группа пришла к мнению, отличающемуся от официальной версии.

Однако официальные лица опровергли информацию о безобидном поведении Бычкова. Директор Государственного природного заповедника «Кологривский лес» Максим Синицин заявил:
Он всех достал. У нас тут доктора наук работают из Голландии, студенты-биологи, а тут мужик с обрезом бегает. Мои инспектора устали бороться с его хитроумными ловушками, петлями и капканами на животных и птиц. Только сломают, а он новые ставит, домики лесников сжигает. Мы ему передавали наши требования: переселись за границы заповедника. А он нам через своих доверенных лиц — тех, кому шкурки сбывал, — послал ультиматум: „Буду всех инспекторов отстреливать“.
Николай Галкин, командир ОМОН УВД по Костромской области :
Человек вёл себя неадекватно. Открыл огонь по сотрудникам милиции, ранил. Рисковать людьми я, как командир, не имел права. ОВД по Кологривскому району муниципального района возбудил уголовное дело по факту посягательства на жизнь сотрудников МВД неизвестным лицом.
Расследование по факту гибели Бычкова и стрельбы в сотрудников милиции было завершено в июне 2008 года. Действия милиции были признаны полностью законными, а дело против Бычкова по факту стрельбы в ОМОН было закрыто ввиду смерти обвиняемого.

## В массовой культуре
- Репортаж НТВ об убийстве Бычкова под названием «Ликвидация Лешего» стал интернет-мемом из-за показанного в нём интервью с другим отшельником — Николаем Тарасовым.
- В 2018 году кинорежиссёр Андрей Митёшин снял короткометражный художественный фильм об истории Бычкова — «Сага о Йети». По предложению Владимира Меньшова, фильм был представлен на 40-м Московском международном кинофестивале[6].